# Niilo Valonen
Niilo Eemil Tapio Valonen, född 12 april 1913 i Urdiala, död 11 februari 1983 i Esbo, var en finländsk museiman och etnograf.
Valonen blev filosofie doktor 1952. Han var från 1938 med om att bygga upp Helsingfors universitets lantbruksmuseum och ansvarade 1945–1952 för dess skötsel. Han var 1952–1953 chef för Åbo stads historiska museum och 1953–1955 intendent för etnografiska avdelningen vid Arkeologiska kommissionen samt dess avdelningschef 1955–1961; 1961–1977 e.o. professor i finsk-ugrisk etnografi vid Helsingfors universitet.
Valonen innehade flera förtroendeposter på det museala området; bland annat var han styrelseordförande för Finlands museiförbund 1960–1970 och en av de stiftande medlemmarna i Fölisöstiftelsen 1956 samt dess ordförande 1960–1981.
Han hade en omfattande skriftlig produktion som gällde främst byggnadsskicket; bland arbeten märks Zur Geschichte der finnischen Wohnstuben (1963), Suomalais-ugrilaista kansantaidetta (1977) och det postuma Suomen kansanrakennukset (1994). Vid sin död efterlämnade han ett manuskript som 2006 i omarbetad form gavs ut av Teppo Korhonen under namnet Suomalainen piha: rakennushistoriallisia päälinjoja.